# Abel Guerra Garza
Abel Guerra Garza (Reynosa, Tamaulipas; 30 de julio de 1954) es un político y arquitecto mexicano afiliado al Partido Revolucionario Institucional (PRI). Ha fungido dos veces como presidente municipal de Escobedo, Nuevo León (1991-1994 y 1997-2000), y dos veces como diputado federal (2000-2002 y 2012-2015).

## Biografía
Es licenciado en Arquitectura y maestro en Administración de Empresas por la Universidad Autónoma de Nuevo León (UANL).
En 2003 fue elegido diputado local para servir en el Congreso de Nuevo León, pero dejó ese cargo para servir en el gabinete del gobernador José Natividad González Parás.
Fue el candidato municipal del Partido Revolucionario Institucional (PRI) al municipio de Monterrey durante las elecciones estatales de Nuevo León de 2009 celebradas el 2 de julio, pero perdió contra el candidato del Partido Acción Nacional (PAN), Adalberto Madero.
En 2009 intentó ser candidato del PRI a la gubernatura de Nuevo León 2009, pero en su lugar fue designado candidato del PRI a la presidencia municipal de Monterrey.
Está casado con la abogada y política Clara Luz Flores desde 2006.